# Somogyzsitfa
Somogyzsitfa is een plaats (község) en gemeente in het Hongaarse comitaat Somogy. Somogyzsitfa telt 662 inwoners (2001).